# 1,1-Diethoxyhexan
1,1-Diethoxyhexan ist eine organische Verbindung aus der Gruppe der Acetale. Sie leitet sich von Hexanal und Ethanol ab.

## Herstellung
1,1-Diethoxyhexan kann durch Reaktion von Triethylorthoformiat mit Pentylmagnesiumbromid hergestellt werden.

## Verwendung
1,1-Diethoxyhexan wird als Duftstoff verwendet, die weltweite jährliche Verwendungsmenge liegt aber unter einer Tonne. In der EU ist es unter der FL-Nummer 06.023 als Aromastoff für Lebensmittel zugelassen.